# Гай Клавдий Пульхр (претор)
Гай Кла́вдий Пульхр (лат. Gaius Claudius Pulcher; родился, по одной из версий, около 100 года до н. э. — умер после 43 года до н. э.) — римский военачальник и политический деятель из патрицианского рода Клавдиев Пульхров, претор 56 года до н. э. После претуры управлял провинцией Азия, по возвращении в Рим был предан суду и изгнан.

## Происхождение
Гай Клавдий принадлежал к древнему патрицианскому роду и был вторым сыном консула 79 года до н. э. Аппия Клавдия Пульхра. По матери он был внуком либо Луция Цецилия Диадемата, либо его брата Квинта Цецилия Метелла Балеарского. Гай приходился родным братом консулу 54 года до н. э. Аппию Клавдию Пульхру, скандально известной Клодии Пульхре и народному трибуну 58 года до н. э. Публию Клодию Пульхру.

## Биография
В историографии рождение Гая Клавдия датируют периодом около 100 года до н. э. Благодаря одному упоминанию в речи Марка Туллия Цицерона «В защиту Скавра» известно, что Пульхр входил в жреческую коллегию салиев (считается, что кооптация Гая должна была произойти до смерти его отца в 76 году). В 58 году до н. э. он был легатом в армии проконсула Галлии Гая Юлия Цезаря, которая была расквартирована на тот момент в Италии. На основании ещё одного сообщения Цицерона, немецкий учёный-религиевед Й. Рюпке предположил, что в 57 году до н. э. именно Гай Клавдий, а не его старший брат, неудачно претендовал на место в коллегии понтификов. В 56 году до н. э. Пульхр занимал должность претора; вместе с братом Публием он пытался помешать снятию таблиц с законом об изгнании Марка Туллия Цицерона. Как только преторские полномочия истекли, Гай отправился в Азию, ставшую его провинцией (квестором при нём был будущий народный трибун Гай Скрибоний Курион). Пульхр упоминается на кистофорах, чеканившихся в Пергаме, Эфесе и Траллах. Он намеревался вернуться в Рим по истечении года и выдвинуть свою кандидатуру в консулы на 53 год до н. э., а до этого перейти в плебс, чтобы было легче победить на выборах. По неизвестной причине он отказался от этого плана и задержался в Азии ещё на год.
В Риме Пульхр появился, предположительно, в 52 году до н. э. Сразу по возвращении собственный легат, Марк Сервилий, обвинил его в злоупотреблении властью в провинции. Источники ничего не сообщают об исходе судебного процесса, но, по-видимому, Гаю Клавдию пришлось уйти в изгнание. Его сын Аппий позже рассказывал, что Марку Сервилию была выплачена 81 тысяча сестерциев, чтобы добиться преварикации — тайного сговора с другой стороной процесса (Марк Целий Руф в письме Цицерону назвал эти признания «глупейшими о себе, непозволительными об отце»). В последующие годы Аппий добивался для своего отца разрешения вернуться. Не позже 43 года до н. э. такое разрешение было выдано Марком Антонием. После 43 года Гай уже не упоминается в сохранившихся источниках.

## Семья
У Гая Клавдия было, по крайней мере, двое сыновей — Аппий и, предположительно, Гай. Второй из них перешёл по усыновлению в семью своего дяди, ещё одного Аппия Клавдия Пульхра, и получил его преномен. Он не занимал высшие должности, но заседал в сенате; его брат стал консулом в 38 году до н. э. Антиковед Рональд Сайм предположил, что Аппий-старший адоптировал обоих сыновей Гая.